# Јован Грос
Др Јован Грос (нeм. Johann Gross; свк. Ján Gros; Пезинок код Братиславе, 3. септембар 1759 — Пожун, 28. новембар 1839) био је словачки професор и први директор Карловачке гимназије.

## Биографија
По националности је био Немац евангеличке вероисповести који је, услед живота у словачкој средини, био словакизиран. Студирао је филозофију у Јени. Након студија дужи период радио је као приватни учитељ у Пожуну.
За директора Карловачке гимназије изабран је у септембру 1791. године по одлуци митрополита Стефана Стратимировића. У Карловце је стигао крајем септембра 1791. Митрополит Стратимировић га је уврстио и у комисију која је имала задатак да изради наставни план школе. Као узор за уређење Карловачке гимназије директору Гросу послужила је Печујска гимназија. Током рада у гимназији Грос је на располагању имао стан од четири собе. Колико се добро адаптирао у новој средини говори чињеница да је обоје деце (сина Јоана и ћерку Милицу) крстио у православној цркви. Породични проблеми (смрт ћерке и болест супруге Јелисавете) натерали су Гроса да напусти Карловачку гимназију 25. јануара 1798. године.
Каријеру наставља у Модри где је 1798-1802. био професор и директор гимназије. Потом је од 1803. па све до смрти 1839. радио као професор и ректор евангеличког Лицеја у Пожуну.
Био је почасни члан Латинског друштва у Јени.